# Moncestino
Moncestino är en ort och kommun i provinsen Alessandria i regionen Piemonte i Italien. Kommunen hade 196 invånare (2018).